# Почтамт

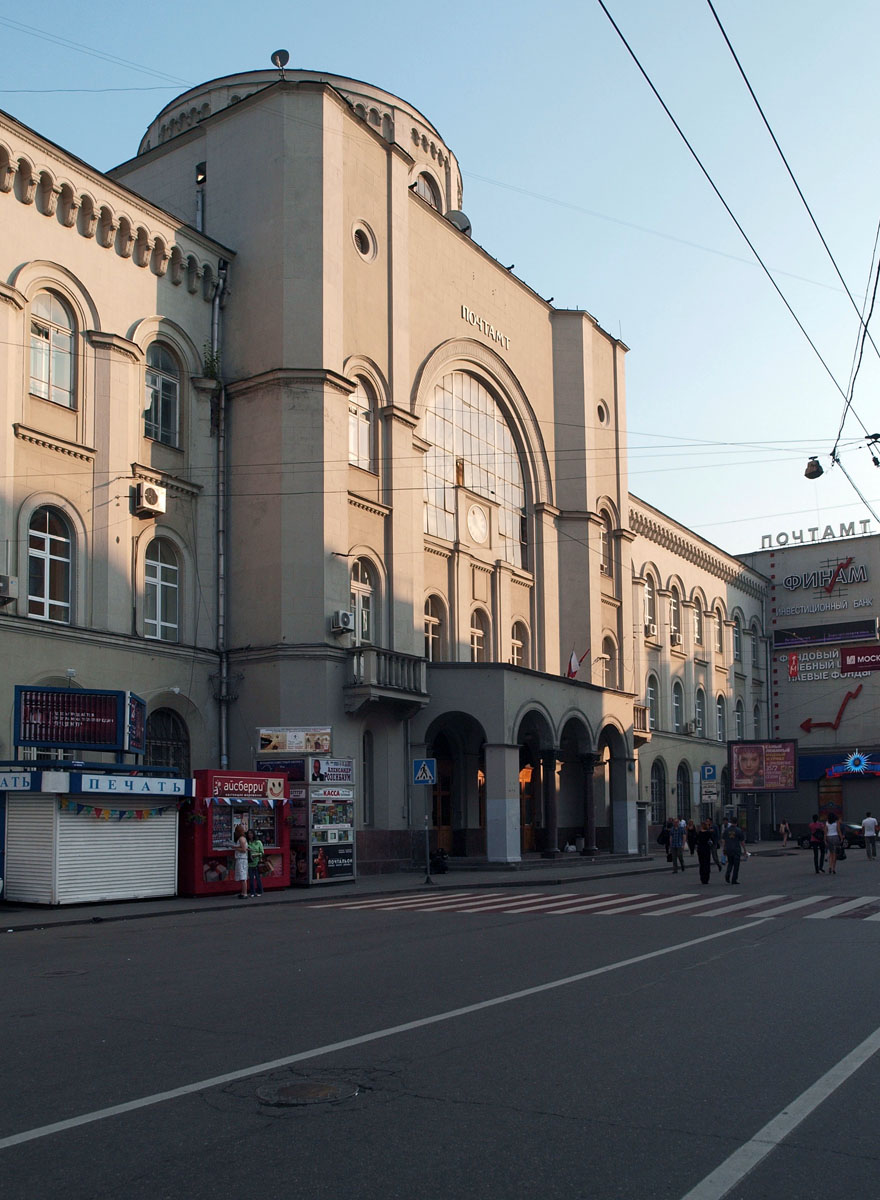
Здание бывшего Московского императорского почтамта и телеграфа на Мясницкой улице, 26. Ныне здесь располагается Музей почтовой связи и Московского почтамта

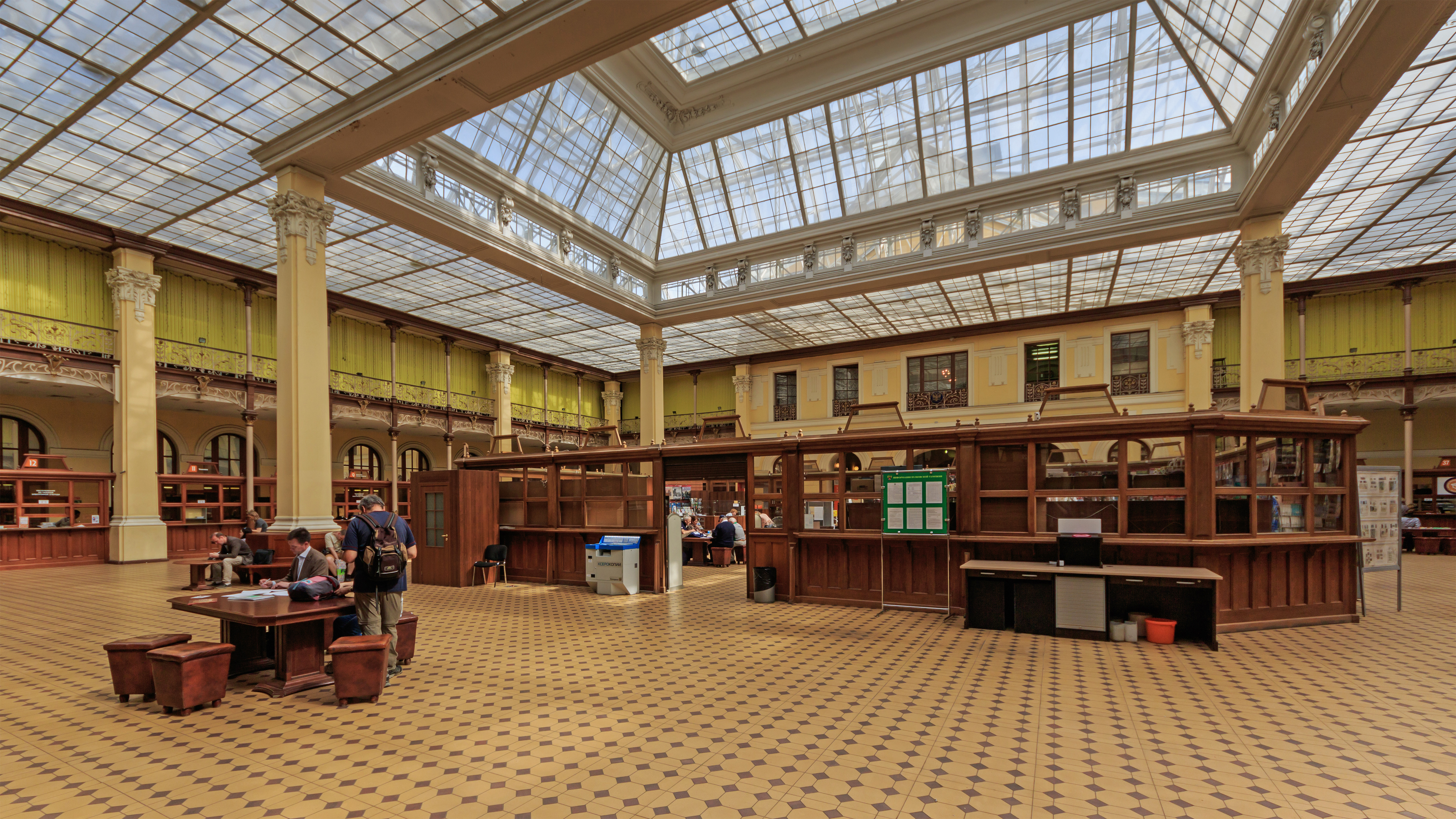
Интерьер главного почтамта в Санкт-Петербурге (Почтамтская улица, 9)

Почта́мт (нем. Postamt, от Post — «почта» и Amt — «служба, управление») — крупное предприятие общедоступной почтовой службы и название здания (комплекса зданий), где оно размещено.

## Описание
Почтамт имеет собственный доставочный район и осуществляет все виды почтовой, телеграфной и телефонной связи, а также доставку периодических изданий.
Почтамты учреждаются в наиболее крупных городах и являются центральными почтовыми предприятиями данного города. Как правило, в подчинении у почтамта находится ряд контор (офисов) и почтовых отделений (отделений связи), а сам он подчинён почтово-телеграфному управлению, иногда — главному почтамту. Одновременно с организацией и управлением работы подчинённых ему контор и отделений почтамт выполняет все другие производственные функции, связанные с почтовым обслуживанием населения, учреждений и предприятий.

## Виды почтамтов
В зависимости от значимости и функционального предназначения можно различать следующие виды почтамтов:
- Военный.
- Временный.
- Главный (главпочтамт).➤
- Домовый[4].

Фактически является почтовым отделением, и под этим названием в прошлом в некоторых странах (Германия, Франция, Египет) были устроены филиалы почтовых отделений в крупных отелях и торговых домах. На домовых почтамтах применялись почтовые штемпели с номером ближайшего почтового отделения, и на этих штемпелях было часто указано место нахождения почтамта.
- Заграничный.
- Международный (пункт международного почтового обмена)[≡].

Международный почтамт в Москве является одним из крупнейших предприятий почтовой связи, предназначен для обработки и отправки международных почтовых отправлений, служит центром международного почтового обмена и контролируют своевременную обработку и правильное направление международных почтовых отправлений всеми предприятиями почтовой связи. Открыт в 1959 году и находится по адресу: Варшавское шоссе, дом 37. Во времена СССР международный почтамт осуществлял обработку и отправку за границу советских периодических печатных изданий, а также экспедиционирование на территории СССР зарубежных печатных изданий. В применяемых этим почтамтом почтовых штемпелях использовалась мастика красного цвета.
- Межрайонный.
- Обменный.
- Пионерский.

Пионерскими почтамтами в странах социалистического лагеря назывались почтовые учреждения, сотрудниками которых были члены пионерской организации, работавшие под руководством почтовых работников. Такие почтамты работали на временной (в связи с каким-либо событием) или на постоянной основе и принимали простые и заказные почтовые отправления, продавали знаки почтовой оплаты и периодические издания. Известны пионерские почтамты в пионерском лагере «Артек» (СССР), в Дессау (ГДР) с 1961 года периодически, с 1965 года — ежедневно, а также в Берлине, Бурге, Галле, Магдебурге, Цейце (все — ГДР).
- Полярный.
- Посылочный.
- Почтамт назначения.
- Почтамт полевой почты[3].
- Прижелезнодорожный[≡].

Прижелезнодорожный почтамт (ПЖДП) — предприятие почтовой связи в крупнейших центрах России, в функции которого входит обработка транзитных почтовых отправлений, обмен почты и организация перевозки почтовых отправлений по закреплённым железнодорожным и автомобильным маршрутам, а также полная обработка исходящих из соответствующего города и входящих почтовых отправлений. Для почтовых штемпелей прижелезнодорожных почтамтов характерно наличие аббревиатуры «ПЖДП». Зачастую на почтовых отправлениях наряду с календарным контрольным штемпелем прибытия соответствующего почтового отделения ставился календарный контрольный штемпель прибытия прижелезнодорожного почтамта. Крупнейший в СССР прижелезнодорожный почтамт функционировал при Казанском вокзале Москвы.
- Пристанционный.
- Сортировочный.

Прижелезнодорожный почтамт в Харькове[^]
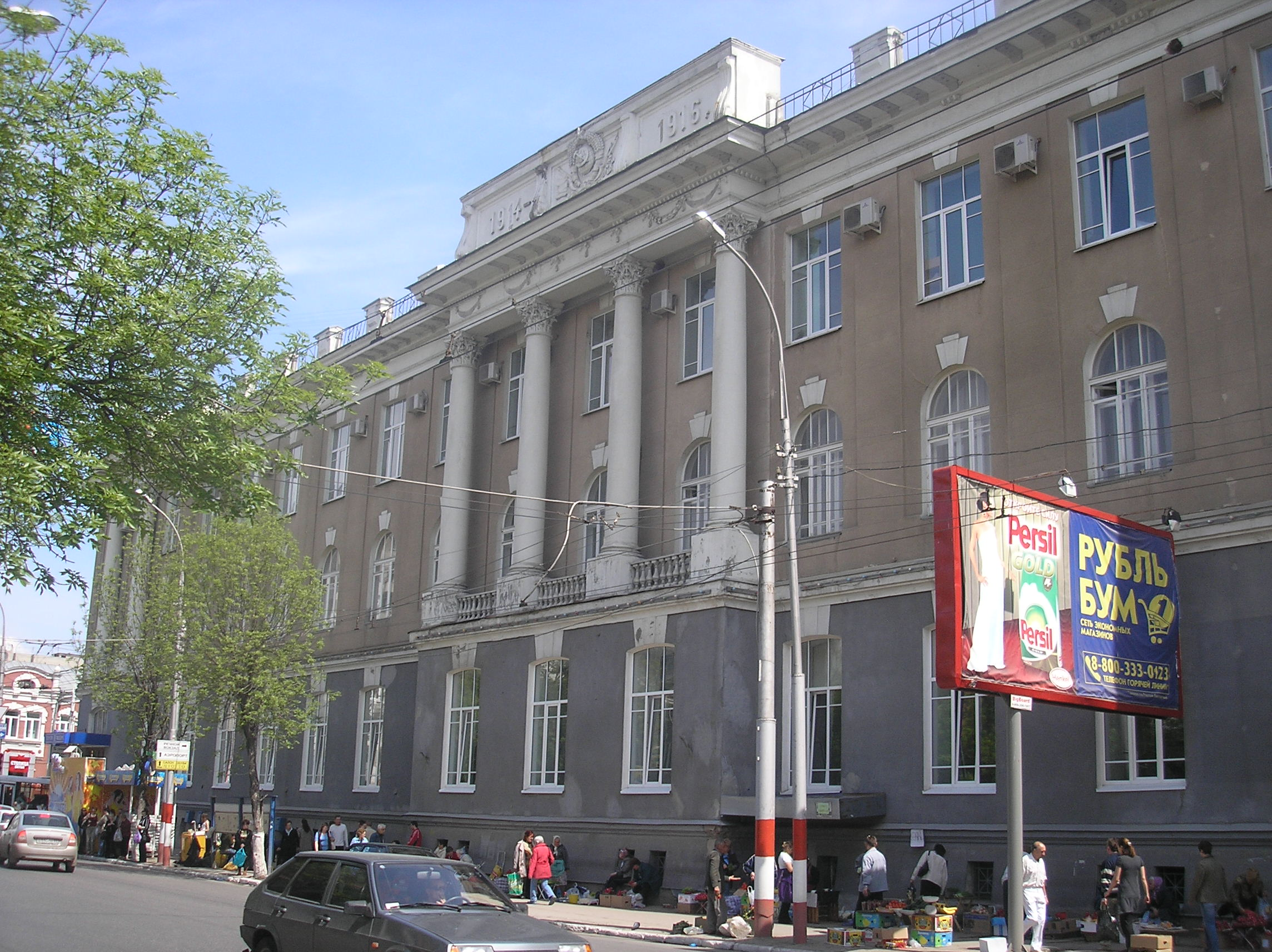
Почтамт в Саратове
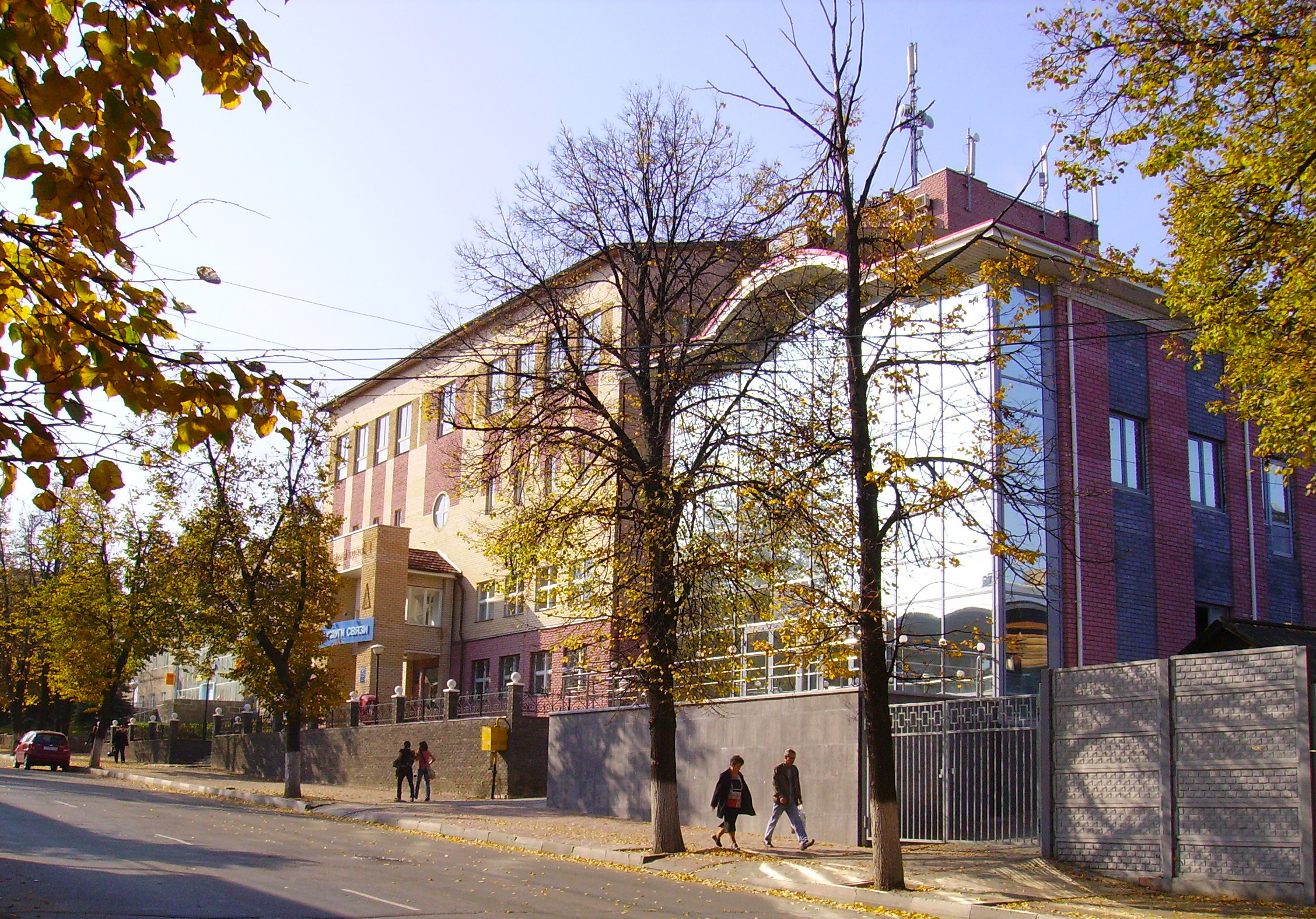
Городской почтамт и узел связи в Павлове

## Примеры
Ниже перечислены примеры некоторых главпочтамтов и их зданий, которые сами по себе могут представлять культурно-историческую и архитектурную ценность:
В России
- Выборгский почтамт
- Московский почтамт
- Главпочтамт Нарьян-Мара
- Санкт-Петербургcкий Главпочтамт
- Главпочтамт Ульяновска

В других странах
- Главпочтамт Алма-Аты
- Главпочтамт Белграда
- Главпочтамт Дублина
- Главпочтамт Коломбо
- Главпочтамт Минска
- Главпочтамт Шанхая
- Паласио Корреос (бывший главпочтамт Буэнос-Айреса)

## История по странам

### Российская империя

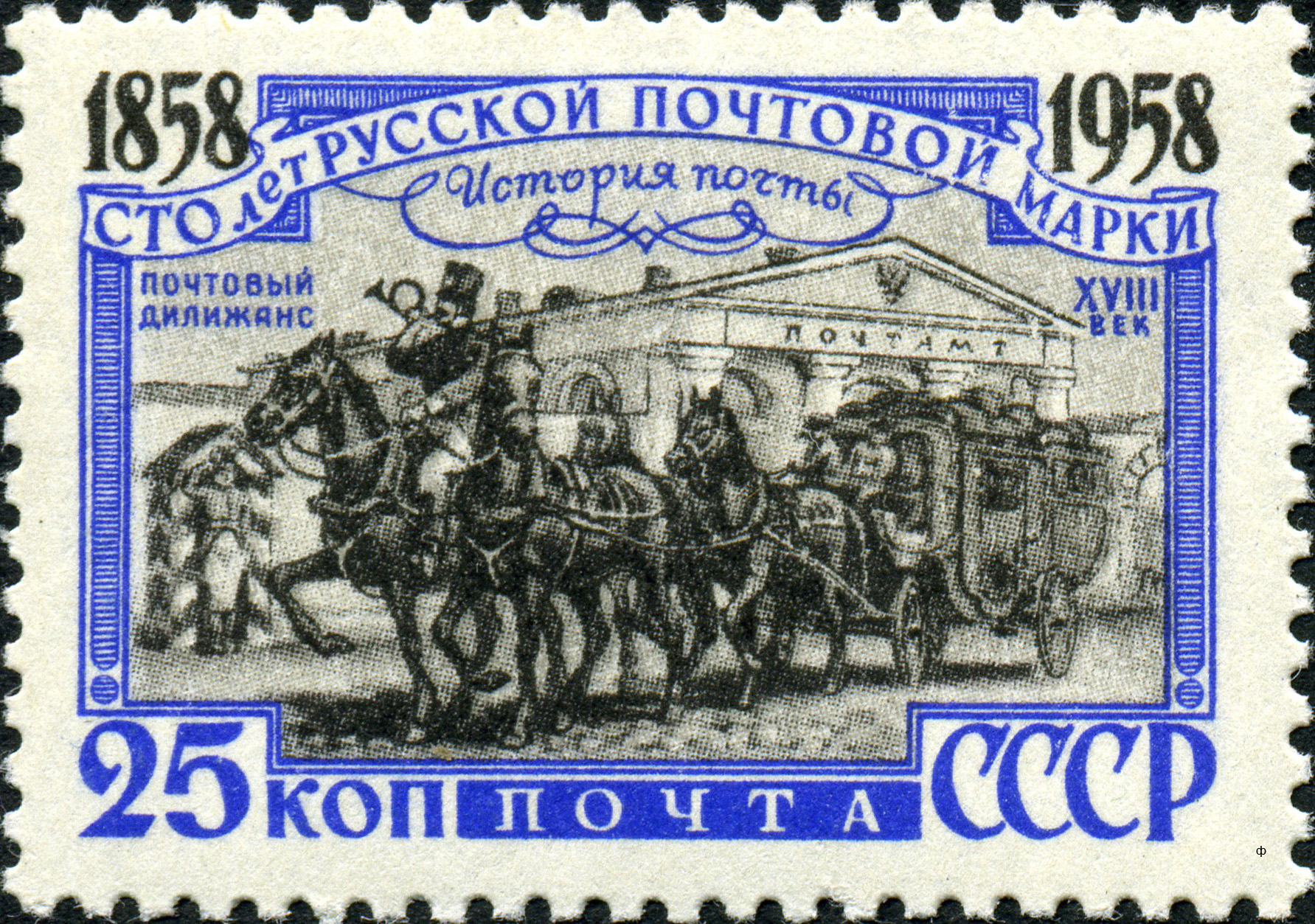
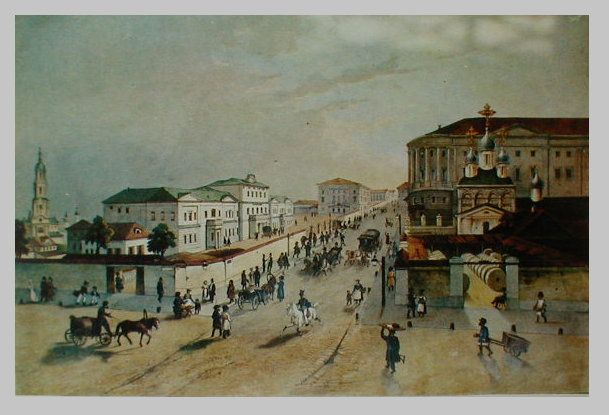

В Российской империи первые почтамты появились в первой четверти XVIII века[≡] в Санкт-Петербурге, Москве[≡][≡] и Риге.
- Почтамт и почтовый дилижанс XVIII века на марке почтового блока СССР (1958)[^]
- Императорский почтамт на Мясницкой улице в Москве (1840-е)[^]

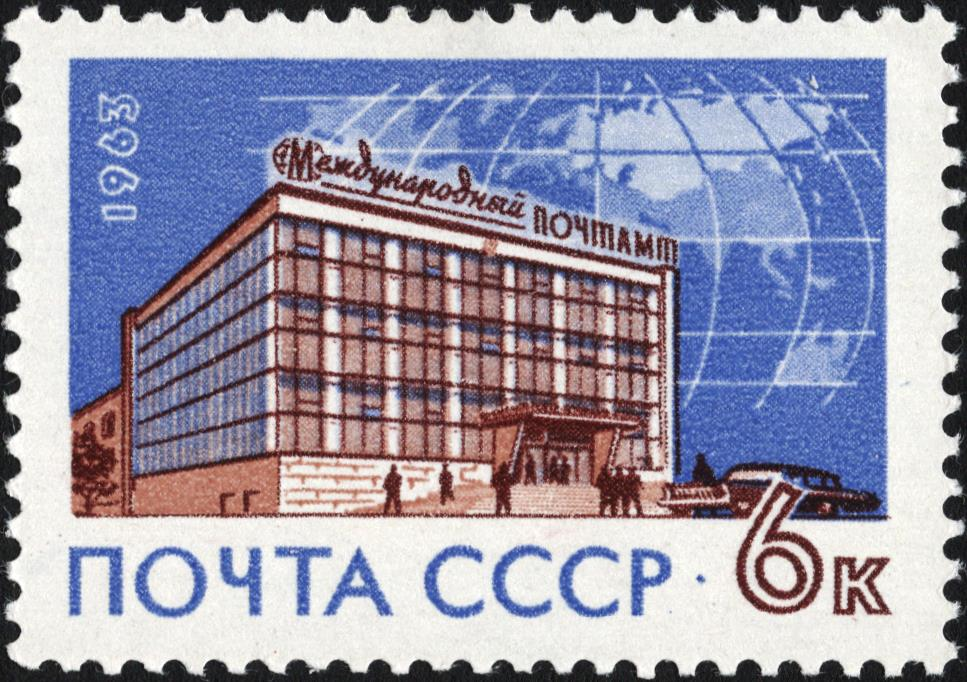

### СССР
В Советском Союзе почтамты были организованы в важнейших центрах страны. В них осуществлялись работа почтовой службы на территории данного города, руководство и контроль над подчинёнными почтовыми отделениями. Одновременно на каждый почтамт возлагалось самостоятельное выполнение всех производственных функций по обеспечению населения, предприятий, учреждений и организаций услугами почтовой и электрической связи.

### ГДР
В Германской Демократической Республике под почтамтами было принято понимать предприятия почтового обслуживания на уровне городских и районных узлов связи. Иногда почтамты могли соответствовать даже отделениям связи. Подобная практика также существовала и принята до сих пор в некоторых других странах.